# Синяк обыкновенный
Синя́к обыкнове́нный или румянка (лат. Échium vulgáre) — травянистое растение; вид рода синяк семейства бурачниковые (Boraginaceae).

## Ботаническое описание
Синяк обыкновенный — двулетнее растение (монокарпик), покрытое колючими щетинками с примесью мелких беловато-серых ворсинок на круглом прямостоячем, обычно простом стебле, достигающем высоты до 1 метра.
Корневая система стержневая, проникает глубоко. Позволяет растению выделять нектар даже в годы с сильной засухой.
Листья линейно-ланцетные, заострённые, до 13 см длиной и 1,5 см шириной, с одной хорошо заметной средней жилкой, сидячие, лишь самые нижние (отмирающие во время цветения) сужены при основании в короткий черешок.
Цветки сидячие, расположены на коротких боковых веточках, образующих по стеблю узко-метельчатое соцветие. Чашечка пятираздельная, венчик синий, до распускания красноватый, за что растение в народе называют румянкой, 10—15 мм длиной, с тупыми лопастями; трубка венчика не выдаётся из чашечки.
Нектароносная ткань светло-зелёного цвета, окружает волнистым валиком все четыре плодолистика, прилегая к их основанию.
Столбик двураздельный.
Орешки буроватые, тупобугорчатые.
Растение синяка первого года жизни весь вегетационный период находится в фазе розетки. Высота к концу вегетации достигает 30 см. На второй год растение начиная со второй декады июня интенсивно растёт. Зацветает в середине — конце июня и цветет до 20 — 25 июля. В пределах завитка сначала раскрывается первый нижний цветок. В завитке бывают открытыми одновременно по одному-два цветка. Продолжительность цветения цветка составляет 36—48 часов.

## Распространение и экология
Произрастает на большей части Европы,на Кавказе, в Западной Сибири и на западе Центральной Азии. Вид включен в ботанический атлас растений Ленинградской области.
Растёт по сухим склонам, по оврагам в пустырях в лесной и степной зонах. Встречается как сорняк на выгонах, в посевах, около жилья и дорог, иногда разводится около пасек как медонос.
Лучше всего растёт на почвах, содержащих известь.

## Химический состав
Все части растения ядовиты, так как содержат циноглоссин — яд, подобный кураре, а также консолидин, также являющийся сильным нервным ядом. В листьях и стеблях обнаружены сапонины, холин и витамин C.

## Значение и применение

### В пчеловодстве
Цветущий синяк — очень ценный медонос, с 1 гектара пчёлы добывают 300—400 кг мёда (на Северном Кавказе при благоприятных погодных условиях до 1000 кг). По продуктивности мёда при благоприятных условиях 1 гектар посевов может заменить 25 гектаров гречихи. В условиях интродукции в Рязанской области продуктивность мёда до 500 кг/га (Копелькиевский, Бурмистров, 1965), на Украине до 625 кг/га (Пельменев, 1960), в Восточно-Казахстанской области до 511,6 кг/га (Чеботникова, 1952). Во время цветения контрольные ульи показывают привес 5—8 кг. На 100 м² может работать до 400 особей при расстоянии 1000 м от пасеки и 300 особей при расстоянии 1500 метров от пасеки.
Цветки синяка обладают высокой продуктивностью сахара. В первый год наблюдений в нектаре одного цветка количество сахара колебалось от 0,68 до 0,92 мг, а во второй от 1,23 до 2,33 мг, что в пересчете на гектар 420—700 кг. На одном квадратном метре работает 20—30 пчёл. 100 цветков в условиях Волгоградской области выделяют 118 мг пыльцы. В составе нектара преобладает фруктоза — 71,50 %, сахарозы содержится 23,59 %, глюкозы — 4,91 %. Бесцветный и прозрачный нектар синяка лишён запаха. В целях получения высоких урожаев семян и мёда на 1 га в условиях Рязанской области синяка выставляют 4—5 пчелиных семей. Синяковый мёд — густой и медленно кристаллизуется, относится к первосортным мёдам, имеет светло-янтарный цвет, обладает приятным запахом и очень хорошими вкусовыми качествами.

### В медицине
Несмотря на ядовитость, синяк обыкновенный широко применяется в народной медицине. В травниках XIX века упоминается его применение от падучей и от укуса змей. Синяк обыкновенный находит применение в современной народной медицине Кавказа, Белоруссии, районах Центрального Черноземья, Средней Азии и Сибири. Его принимают внутрь как успокаивающее противосудорожное средство при эпилепсии и как отхаркивающее при бронхите, коклюше и ларингите. Наружно настой или отвар принимают в виде компрессов при суставных болях и растяжении сухожилий. Отвар корней употребляют как хорошее кровоочистительное средство.

### Прочее
Домашними животными не поедается, как корм для скота не применяется.

## Классификация

### Таксономия[10]
Echium vulgare  L., Sp. Pl. 1: 139. 1753.
Вид Синяк обыкновенный относится к роду Синяк (Echium) семейства Бурачниковые (Boraginaceae) порядка Бурачникоцветные (Boraginales). Кладограмма в соответствии с Системой APG IV по состоянию на июнь 2023 года:
|  |                                      |  |                                   | порядок Бурачникоцветные |  | семейство Бурачниковые - 153 ботанических рода |  | Синяк |  | Синяк обыкновенный |
|  |                                      |  |                                   | порядок Бурачникоцветные |  | семейство Бурачниковые - 153 ботанических рода |  | Синяк |  | Синяк обыкновенный |
|  | отдел Цветковые, или Покрытосеменные |  |                                   |                          |  |                                                |  |       |  |                    |
|  |                                      |  |                                   |                          |  |                                                |  |       |  |                    |
|  |                                      |  | ещё 63 порядка цветковых растений |                          |  |                                                |  |       |  |                    |
|  |                                      |  |                                   |                          |  |                                                |  |       |  |                    |

### Внутривидовые таксоны
- Echium vulgare subsp. argentae
- Echium vulgare subsp. asturicum
- Echium vulgare subsp. pustulatum

### Синонимы
- Echium anglicum  Huds.
- Echium elegans  Noë ex Nyman
- Echium lacaitae  Sennen
- Echium laetum  Salisb.
- Echium lusitanicum  Georgi
- Echium molle  Pett.
- Echium monstrosum  Schmidt ex Steud.
- Echium parviflorum  St.-Lag.
- Echium schifferi  Lange
- Echium spinescens  G.Klotz
- Echium tenoreanum  Lacaita
- Echium tuberculatum  Gilib.
- Echium vaudense  Gremli
- Echium violaceum  Stokes
- Echium vulgare f. albiflorum  Ralph Hoffm.
- Echium vulgare f. vulgare
- Echium vulgare var. grandiflorum  Bertol.
- Echium vulgare var. lacaitae  (Sennen) O.Bolòs & Vigo
- Echium vulgare var. vulgare
- Echium wierzbickii  Haberle ex Rchb.

### Книги
- Губанов И. А. 1055. Echium vulgare L. — Синяк обыкновенный // Иллюстрированный определитель растений Средней России : в 3 т. / И. А. Губанов, К. В. Киселёва, В. С. Новиков, В. Н. Тихомиров. — М. : Товарищество науч. изд. КМК : Ин-т технол. исслед., 2004. — Т. 3 : Покрытосеменные (двудольные: спайнолепестные). — С. 88. — 520 с. — 3000 экз. — ISBN 5-87317-163-7.
- Никифоров Ю. В. Алтайские травы-целители. — Горно-Алтайск: Юч-Сумер — Белуха, 1992.
- Попов М. Г. Род 1198. Синяк — Echium // Флора СССР = Flora URSS : в 30 т. / начато при рук. и под гл. ред. В. Л. Комарова. — М. ; Л. : Изд-во АН СССР, 1953. — Т. 19 / ред. тома Б. К. Шишкин. — С. 276—277. — 752 с. — 3000 экз.

### Статьи
- Пельменев В. К., Харитонова Л. Ф., Бабарыкина А. Н. Медоносные растения семейства бурачниковых // Пчеловодство : журнал. — 1983. — № 8. — С. 15—17.
- Руднянская Е. И. Пыльцевая продуктивность некоторых растений // Пчеловодство : журнал. — 1985. — № 2. — С. 16.
- Рыженкова А. В. Синяк обыкновенный в условиях Рязанской области // Пчеловодство : журнал. — 2014. — № 8. — С. 22—23. — ISSN 0369—8629.
- Савин А. П., Падалко В. А. Синяк обыкновенный // Пчеловодство : журнал. — 2003. — № 6. — С. 22—23. — ISSN 0369—8629.
- Савин А. П. Приоритетная задача пчеловодов // Пчеловодство : журнал. — 2010. — № 8. — С. 15. — ISSN 0369—8629.